# عصية قاطنة القشرة
عصية قاطنة القشرة (الاسم العلمي: Dyadobacter crusticola) هي نوع من البكتيريا، سلبية الغرام، تتبع جنس عصية زوجية.